# アマンドラ
アマンドラ（伊: Amandola）は、イタリア共和国マルケ州フェルモ県にある、人口約3,300人の基礎自治体（コムーネ）。

## 地理

### 位置・広がり
フェルモ県のコムーネ。県都フェルモから南西へ36kmの距離にある。

#### 隣接コムーネ
隣接するコムーネは以下の通り。括弧内のAPはアスコリ・ピチェーノ県、MCはMCはマチェラータ県所属を示す。
- コムナンツァ (AP)
- グアルド (MC)
- モンテ・サン・マルティーノ (MC)
- モンテファルコーネ・アッペンニーノ
- モンテフォルティーノ
- ペンナ・サン・ジョヴァンニ (MC)
- サルナーノ (MC)
- ズメリッロ

### 気候分類・地震分類
アマンドラにおけるイタリアの気候分類 (it) および度日は、zona E, 2283 GGである。
また、イタリアの地震リスク階級 (it) では、zona 2 (sismicità media) に分類される。

## 歴史
2009年、アスコリ・ピチェーノ県北部が分割されてフェルモ県が設置された際に、フェルモ県所属となった。

## 行政

### 分離集落
アマンドラには、以下の分離集落（フラツィオーネ）がある。
- Bore, Botundoli, Buzzaccheri, Caccianebbia, Campo di Masci, Capovalle, Casa Coletta, Corazza, Casa di Carlo, Casa Innamorati, Casalicchio, Casa Paradisi Inferiore, Casa Paradisi Superiore, Casa Tasso, Cese, Ciaraglia, Colle San Fortunato, Colle Turano, Coriconi, Corvellari, Cucchiaroni, Fossacieca, Francalancia, Garulla Inferiore, Garulla Superiore, Le Piane, Marnacchia, Merli, Moglietta, Montane, Paolucci, Paterno, Pucci, Rustici, Salvi, San Cristoforo, San Ruffino, Schiti, Scagnoli, Suitullo, Taccarelli, Vena, Verri, Vesciano, Vidoni, Villa Conti, Villa Fiorentina